# Джъд Нелсън
Джъд Нелсън (на английски: Judd Asher Nelson) е американски актьор и писател. Той е един от членовете на Брат пак, участвал в най-известните им филми – „Огън на свети Елмо“ и „Клуб Закуска“. След първоначалния успех, той не успява да достигне популярността на някои други членове на Брат пак, като Деми Мур и Емилио Естевес. Понастоящем живее в Бевърли Хилс.